# إسحاق هاريسون
إسحاق هاريسون (بالإنجليزية: Isaac Harrison)‏ (8 يونيو 1880 في المملكة المتحدة - 25 فبراير 1909) هو لاعب كريكت بريطاني (وحمل سابقاً جنسية المملكة المتحدة لبريطانيا العظمى وأيرلندا). لعب مع نادي مقاطعة نوتنغهامشير للكريكت ‏.

## وصلات خارجية
- إسحاق هاريسون على موقع إي آس بي آن كريك إنفو (الإنجليزية)